# Рагад Саддам Хусейн
Рага́д Садда́м Хусе́йн (араб. رغد صدام حسين‎ род. 2 сентября 1968) — старшая дочь Саддама Хусейна и его жены Саджиды Тульфах.

## Биография
Родилась 2 сентября 1968 года в Багдаде.
В 1983 вышла замуж за Хусейна Камеля, двоюродного брата Саддама Хусейна. В браке родились пятеро детей: сыновья Али, Саддам, Вахидж и дочери Харис и Бану. Впоследствии Хусейн и его брат Саддам Камель были обвинены в предательстве и убиты.
После свержения Саддама Хусейна в результате Иракской войны (2003) Рагад укрылась в соседней Иордании. Временная администрация и новые власти Ирака неоднократно требовали её выдачи по подозрению в поддержке сил иракского сопротивления, однако в экстрадиции было отказано. По словам премьер-министра Иордании Муваффака ар-Рубайи, Рагад с детьми находятся под защитой королевской семьи. Место их жительства не раскрывается. В августе 2007 года Интерпол заявил о выдаче ордера на её арест.
20 февраля 2021 года спустя 15 лет молчания она дала интервью.